# Donnemain-Saint-Mamès
Donnemain-Saint-Mamès è un comune francese di 694 abitanti situato nel dipartimento dell'Eure-et-Loir nella regione del Centro-Valle della Loira.
Sul suo territorio avviene lo sfocio del fiume Conie nel Loir.

## Società

### Evoluzione demografica
Abitanti censiti